# Cañadas de Cañepla
Cañadas de Cañepla es una localidad y pedanía española perteneciente al municipio de María, en la provincia de Almería. Está situada en la parte noroccidental de la comarca de Los Vélez. A tan solo 700 metros del límite con la provincia de Granada, cerca de esta localidad se encuentran los núcleos de Topares, Graj y Venta Micena.
Por la cañada de Cañepla pasaban los ganados de reses bravas que se dirigían hacia los pastos de invierno. Es una zona en declive, con su población diezmada por la emigración a las ciudades.

## Servicios públicos
La pedanía dispone de un consultorio médico que atiende citas dos días en semana.

## Nacimiento del río Gualdalquivir
La pedanía ha sido epicentro de concentraciones informativas donde se pedía un estudio geotécnico acerca de la posibilidad de que el auténtico nacimiento del río Guadalquivir se produce en la localidad. Estas reivindicaciones nacen tras la publicación del libro «Guadalquivires» en 1977, donde se refería a la posibilidad del nacimiento del río, debido a criterios como la lejanía a la desembocadura o la altitud, parámetros que indican el nacimiento de un río. También tanto romanos como árabes señalaron en el lugar el nacimiento del río, cambiándose en 1243 a Quesada. En 2010 se crea el "Foro Guadalquivir nace en Almería" donde se reivindica esta posibilidad, realizando actividades de divulgación y concentraciones en el lugar al respecto. Este movimiento ha contado con el apoyo de alcaldes de la zona, al igual que políticos provinciales, así como senadores.